# 一二三茜
一二三 茜（ひふみ あかね）は2014年にデビューした女性アイドルである。株式会社オフィス・ドリームボール所属。
現在は『WA-Side』のメンバーとして活動する傍ら、ソロアイドルとしても活動している他、ロックバンド「一二三茜&スナイパーズ」のボーカリストとしても活動している。

## 概要
東京都出身。
2014年3月4日に現在の事務所に所属し、『D☆EGGS』として活動を開始。
3月23日に「AKIBAドラッグ&カフェ」で開催された『わがままジュリエット ～アイリーン＆マリリン生誕記念ライブ～』にて初御披露目されると、その後も多数のイベントにスタッフや舞台挨拶として参加する。
4月27日に『D☆EGGS』としてデビューした直後に、新ユニット『Loveme Kissme』のメンバーとなることが発表される。その為、『D☆EGGS』としての活動期間は、結成直後に体調不良により一度もステージに上がる事なく芸能活動を休止した宝来愛美 を除くと、メンバー最短活動日数となる36日間のみの活動であり、ライブ本数はデビューライブとなる『D☆EGGS 2ndワンマンライブ』の1本のみとなった。
6月24日に豊島区池袋にあるライブハウス「Black Hole」で開催された『ガールズサミットFree!!』では『一二三&D☆EGGS』としてステージに立つと、7月6日には『一二三茜（from.Loveme Kissme）』としてソロデビューを果たす。7月20日からはソロの名義を『VIRGIN SHOCK』に変更した。
2015年2月24日、ソロ名義を『VIRGIN SHOCK』から『一二三茜』に戻し、長らく休止していたソロ活動を再開すると、3月7日に「北沢タウンホール」で開催された『第2回アイドルソロクイーンコンテスト』にエントリー。参加98名の中から第10位にランクインを果たした他、審査員特別賞を受賞した。
3月12日、同じく『第2回アイドルソロクイーンコンテスト』に出演した姫里綾美と共に新ユニット『WA-Side』の結成を発表、3月15日に新宿区歌舞伎町にある「DREAM STORE」で開催されたライブにて先行披露された後、3月19日に開催された『Japan Expo 2015』への出演権コンテスト『Tokyo Candoll 2015』東京予選にて本お披露目となった。
6月28日、「HOLIDAY SHINJUKU」で開催された自身の生誕祭にてロックバンド『一二三茜&スナイパーズ』を結成し、初のオリジナルソロ曲である『手強い相手』を発表。同日、1stソロシングル『手強い相手』を発売した。
9月3日、森田光結と共に1年5ヶ月在籍したLoveme Kissmeからの卒業を発表し、9月27日をもってLoveme Kissmeを卒業した。

## ディスコグラフィ

### CD

#### シングル
1.『手強い相手』[lov-1115]（2015年6月28日発売）
- 手強い相手（作詞：籠尾訓一／作曲・編曲：中村友則）
- HEATUP（作詞：籠尾訓一／作曲・編曲：トシユキタカミ）

#### アルバム
1.『HIFUMI AKANE THE ROCKLIVE COLLECTION VOL.1』[CAE-0029]
- Dreamin now!（作詞・作曲：籠尾訓一／編曲：及川康平）
- HEATUP（作詞：籠尾訓一／作曲・編曲：トシユキタカミ）
- limited Metal
- 手強い相手（作詞：籠尾訓一／作曲・編曲：中村友則）

#### シングル
1.『僕の天使』[lov-1101]（2014年6月17日発売）
- 僕の天使 （作詞：籠尾訓一／作曲・編曲：及川康平）
- 甘い甘いチョコレート （作詞：籠尾訓一／作曲・編曲：トシユキタカミ）

2.『Loveme Kissme』[lov-1106～1107]（2014年12月27日発売）
- Loveme Kissme（作詞：籠尾訓一／作曲・編曲：辻たいじ）
- WAKANNAI（作詞：籠尾訓一／作曲・編曲：tomaru）
- この想いずっと（作詞：籠尾訓一 / 作曲・編曲：中島晃）

#### コンピレーション・アルバム
- 『アイファイ!～リアル系アイドル･バトル～』[TKCA-74096]（2014年6月25日発売）
  - Make you smile （作詞：櫻井松生／作曲・編曲：AN-G）[5]
  - ババババ☆ガガガガ（作詞：籠尾訓一／作曲・編曲：トシユキタカミ）

#### WA-Side 名義
『PEACE LOVE』[lov - 1113]（2015年6月9日発売）
1. PEACE LOVE（作詞：籠尾訓一／作曲・編曲：トシユキタカミ）
2. HAJIMARIのMELODY!※一二三茜バージョンのみ収録（作詞：籠尾訓一／作曲・編曲：中村友則）

『VISION』[CAE - 0024]（2015年8月28日発売）
1. VISION（作詞：籠尾訓一／作曲・編曲：トシユキタカミ）
2. EDGH!※一二三茜バージョンのみ収録（作詞：籠尾訓一／作曲・編曲：トシユキタカミ）

『White Night』[CAE - 0027]（2015年12月2日発売）
1. White Night（作詞：籠尾訓一／作曲・編曲：Tosh.M）
2. Dreaming now!※一二三茜バージョンのみ収録（作詞・作曲：籠尾訓一／編曲：及川康平）

## メディア出演・掲載

### テレビ
東京MXテレビ
- 『第二回アイドル紅白歌合戦』
  - 2014年12月29日放送
- 『第三回アイドル紅白歌合戦』
  - 2015年7月25日放送
- 『モーニングCROSS』[7]
  - 2015年8月11日
- 『アイドルバトラー』
  - 2015年9月27日放送

### ラジオ
USEN
- 『徳光正行の「あなたをもっと知りたくて！」』
  - 2015年4月10日放送

### 雑誌・出版物等
- 『Girl's POPUNITED 7月号』（2015年7月25日発行）